# أياكو كاواسومي
أياكو كاواسومي (川澄綾子 كاواسومي أياكو) هي مؤدية أصوات يابانية ولدت في 30 مارس 1976 في طوكيو.

## أدوارها في الأنمي

### مسلسلات أنمي تلفزيونية
- إينيشيال دي - ناتسوكي موغي
- إينيشيال دي Second Stage - ناتسوكي موغي
- إينيشيال دي Fourth Stage - ناتسوكي موغي
- آي يوري آوشي - آوي ساكورابا
- آي يوري آوشي: إنيشي - آوي ساكورابا
- فيت/ستاي نايت - سيبر
- فيت/ستاي نايت Unlimited Blade Works - سيبر
- فيت/زيرو - سيبر
- فيت/غراند أوردر: الجبهة الشيطانية المطلقة بابيلونيا - فو
- هيتوهيرا - نونو إيتشينوسي
- آوتلو ستار - ميلفينا
- روميو x جولييت - إميليا
- ساموراي تشامبلو - فو
- دوت هاك روتس - وول
- سكال مان - كيريكو ماميا
- خادم الصفر - أنرييتا
- خادم الصفر: فارس القمرين - أنرييتا
- خادم الصفر: رقصة الأميرات - أنرييتا
- خادم الصفر F - أنرييتا
- شاكوغان نو شانا - كازومي يوشيدا
- شاكوغان نو شانا II - كازومي يوشيدا
- شاكوغان نو شانا III(فاينل) - كازومي يوشيدا
- ستارشيب أوبيريترز - ريو ماميا
- ريف ماستر - إيلي
- حكايات أشباح المدرسة - هاناكو
- حجرة أبحاث RD - هولون
- نودامي كانتابيلي - ميغومي نودا
- نودامي كانتابيلي: باريس - ميغومي نودا
- نودامي كانتابيلي: الخاتمة - ميغومي نودا
- باندورا هارتس - أليس/بي-رابيت، قلب أبيس
- كلايمور - إيلينا
- برج درواغا 〜the Sword of URUK〜 - كيريه
- الخادم الأسود - الملكة فيكتوريا
- دي جرايمان - صوفيا
- تو لاف-رو - ساكي تنجوين
- سكرابد برنسس - وينيا شيستر
- كوينز بليد: المحاربة المتجولة - لينا
- كوينز بليد: وريثة العرش - لينا
- كوراو فانتوم ميموري - كوراو أمامي
- Please Teacher! - كويشي هيريكاوا
- نايت رايد 1931 - الراوية، شيزوني يوسا
- إندكس معينة خاصة بالسحر - لورا ستوارت
- إندكس معينة خاصة بالسحر II - لورا ستوارت
- إنجليك لاير - كايدي سايتو
- باكومان - كو آوكي
- أوكامي-سان و رفاقها السبعة - أوتسو تسوروغايا
- كانون (2002) - كاوري ميساكا
- كانون (2006) - كاوري ميساكا
- غوسيك - أناستازيا
- هذا هو سيدي - تاكامي سوغيتا
- أريا الرصاصة القرمزية - جان دارك
- فايري تايل - مارل
- أرشيف دانتاليان - إستيلا ليلبيرن
- بلود سي - كائن أثري (العين الكبيرة)
- البدلة المتنقلة جاندام إيج - إيليشا موراي
- مغامرة جوجو الغريبة - إرينا بندلتون/إرينا جوستار
- ما وراء الحدود - إيزومي ناسي
- ميد ساما! - ميناكو أيوزاوا
- كوبرا ذي أنيميشن - إيليس
- فوؤن إيشين دايشوغن - هاتوري كيريكو
- كنز نانانا ريوغاجو - كاسومي كونجو
- سورد آرت أونلاين II - ناتسكي أكي
- سيليكتور إنفكتد ويكروس - هانايو
- سيليكتور سبريد ويكروس - هانايو
- معرض الفن المزيف - سارة حليفة
- غريت تيتشر أونيزوكا - توموكو نومورا، ناوكو إيزومي
- شوكوغكي نو سوما - فويومي ميزوهارا
- شوكوغكي نو سوما: شوكوغكي نو سوما: الطبق الثاني - فويومي ميزوهارا
- ختم النجوم - أبرييل ني ديبروسك بورل باريون لافيل
- راية النجوم - أبرييل ني ديبروسك بورل باريون لافيل
- راية النجوم II - أبرييل ني ديبروسك بورل باريون لافيل
- فصل الاغتيال - أغوري يوكيمورا
- بينغ بونغ - يوريي
- سيراف النهاية - آوي سانغو
- حارسات التوجي - أكاني أوريغامي
- فريق الإطفاء الناري - والدة شينرا كوساكابي
- كارول آند تيوزداي - أوليفيا
- دكتور ستون - حمض الكبريتيك

### أنمي الإنترنت
- وجبة الغداء في منزل إميا - سيبر
- مونستر سترايك - ميروكو

### أوفا أنمي
- شاكوغان نو شانا S - كازومي يوشيدا
- كوينز بليد: المحاربات الجميلات - لينا
- إير جير: الأجنحة السوداء و غابة النوم Break on the sky - سيمكا
- راية النجوم III - أبرييل ني ديبروسك بورل باريون لافيل
- كوبيكيري سايكل: العالم الأزرق ومسخر الهراء - كانامي إيبوكي
- كارنفال فانتازم - سيبر

### أفلام أنمي
- شاكوغان نو شانا - كازومي يوشيدا
- إينيشال دي Third Stage - ناتسوكي موغي
- فيت/ستاي نايت: Unlimited Blade Works - سيبر
- سلسلة أفلام فيت/ستاي نايت Heaven's Feel
  - فيت/ستاي نايت Heaven's Feel: الفصل الأول: presage flower - سيبر
  - فيت/ستاي نايت Heaven's Feel: الفصل الثاني: lost butterfly - سيبر
- هيتاليا: الشاشة الفضية Paint it, White - أميرة البيكت
- ملك الشوك - لورا أوين
- دوت هاك جي يو تريلوجي - أتولي

## أدوارها في ألعاب الفيديو
- تيلز أوف ليجنديا - غرون
- فيت/إكستيلا: ذي أمبرال ستار - آرتوريا بندراغون
- جوجوز بيزار أدفنتشر: أول ستار باتل - إرينا جوستار
- جوجوز بيزار أدفنتشر: آيز أوف هيفن - إرينا جوستار
- سلسلة ألعاب دوت هاك جي يو - أتولي

## وصلات خارجية
- أياكو كاواسومي على موقع IMDb (الإنجليزية)
- أياكو كاواسومي على موقع ميوزك برينز (الإنجليزية)
- أياكو كاواسومي على موقع ديسكوغز (الإنجليزية)
- أياكو كاواسومي على موقع قاعدة بيانات الفيلم (الإنجليزية)
- أياكو كاواسومي على موقع ANN person (الإنجليزية)